# Leopold Łabędź
Leopold Łabędź (ur. 22 stycznia 1920 w Symbirsku, zm. 22 marca 1993 w Londynie) – polski politolog, dziennikarz i wydawca żydowskiego pochodzenia.

## Życiorys
Był synem żydowskiego lekarza. Przed II wojną światową sympatyzował z lewicą, studiował medycynę w Paryżu. Jego stryj zginął w Katyniu. On wraz z ojcem został zesłany do Azji Środkowej. ZSRR opuścił z armią gen. Władysława Andersa. Następnie walczył w 2 Korpusie Polskim w kampanii włoskiej. W 1961 został redaktorem naczelnym kwartalnika politologicznego Survey, poświęconego krajom komunistycznym. Funkcję tę pełnił do 1987. Był autorem i wydawcą wielu prac sowietologicznych. Współpracował z Kongresem Wolności Kultury i Walterem Laqueurem. Organizował i wspierał akcje na rzecz prześladowanych w czasach komunistycznych pisarzy radzieckich, węgierskich i polskich. Po polsku ukazał się wybór jego pism zatytułowany Bez złudzeń. Wybór pism 1962-1988 (wyd. Polonia, Londyn 1988), za który w 1990 otrzymał Nagrodę „Wiadomości”.

## Publikacje
- The future of communist society (z Walterem Laqueurem), 1962.
- Polycentrism : the new factor in international communism (z Walterem Laqueurem), 1962.
- Revisionism : essays on the history of Marxist ideas, 1962
- Literature and revolution in Soviet Russia, 1917-62 (z Maxem Haywardem), 1963.
- The Sino-Soviet conflict: eleven radio discussions (z George’em Urbanem), 1964
- International communism after Khrushchev, Cambridge Mass.: Massachusetts Inst. of Technology Press 1965.
- The State of Soviet Studies (z Walterem Laqueurem), 1965.
- Khrushchev and the Arts: The Politics of Soviet Culture, 1962-1964 (z Priscillą Johnson), Cambridge Mass.: The M.I.T. Press Massachusetts Inst. of Technology 1965.
- On trial. The case of Sinyavsky (Tertz) and Daniel (Artzak) (z Maxem Haywardem), London: Collins and Harvill Press 1967.
- Solzhenitsyn : a documentary record, 1974.
- Strategy for the West: American-Allied relations in transition, ed.: Richard B. Foster, André Beaufre, Wynfred Joshua, New York: Crane, Russak 1974.
- USA and the world today: Kissinger and after, London 1976.
- Poland under Jaruzelski: a comprehensive sourcebook on Poland during and after Martial Law, ed. by Leopold Labedz and the Staff of Survey Magazine, New York: Charles Scribner’s Sons 1984.
- The use and abuse of Sovietology, 1989.

## Publikacje w języku polskim
- (redakcja) Zimna wojna, policentryzm, Europa: polityka międzynarodowa z perspektywy dwudziestolecia. Zbiór rozpraw, pod red. Leopolda Łabędzia, Londyn: Polonia Book Fund 1968.
- Bez złudzeń. Wybór pism 1962-1988, Londyn: Polonia Book Fund 1989.